# Тарасов, Григорий Георгиевич
Григорий Георгиевич Тарасов — советский хозяйственный, государственный и политический деятель, Герой Социалистического Труда.

## Биография
Родился 24 января 1913 года в селе Каргашино Елатомского уезда Тамбовской губернии (ныне – Сасовского района Рязанской области) в крестьянской семье.
В 1929 году поступил в Шацкий педагогический техникум, который окончил в 1932 году по школьному отделению. С сентября 1932 года находился на преподавательской работе, являлся заведующим школой колхозной молодежи (ШКМ) и преподавателем истории и обществоведения в селе Ольхи Шацкого района Рязанского округа Московской (с 1937 года – Рязанской) области, а в период с сентябре 1933 по октябрь 1939 года – директором и преподавателем истории семилетней школы села Борки того же района. С 1936 года учился экстерном по историческому отделению в Московском областном педагогическом институте, который окончил в 1939 году. В этом же году вступил в ВКП(б)/КПСС.
С сентября 1939 года – в Красной Армии. В 1939–1941 годах служил политруком роты 624-го стрелкового полка 137-й стрелковой дивизии Московского военного округа. Участник Великой Отечественной войны. В 1941 году – ответственный секретарь партбюро ВКП(б) 624-го стрелкового полка 137-й стрелковой дивизии Западного (с сентября 1941 года – Брянского) фронта, политрук. Вместе с дивизией с первых недель войны принимал участие в сдерживании наступления танковой группы Гудериана на Москву, командовал при этом различными группами и соединениями. 15 июля 1941 года получил первое ранение в спину, остался на передовой. В конце ноября 137-я стрелковая дивизия заняла рубеж обороны перед Куликовым полем (Тульская область), откуда в последующем повела только наступательные действия. 9 декабря 1941 года в бою около Ефремова был тяжело ранен, после чего эвакуирован в город Андижан Узбекской ССР (ныне – Узбекистан) на излечение. За образцовое выполнение боевых заданий в период боёв 1941 года, проявленные доблесть и мужество награждён орденом Красной Звезды.
В марте 1942 года назначен комиссаром батальона отдельной 4-й гвардейской стрелковой дивизии Волховского фронта в период боёв по разблокированию Ленинграда и окружённых там дивизий. В бою 23 июля 1942 года получил тяжёлое множественное минно-осколочное ранение, был спасён личным составом, выведен за линию фронта, перенёс 4 операции в различных госпиталях Боровичей, Кирова, Омска. После лечения был признан ограниченно годным к нестроевой службе и направлен для прохождения службы в тыл. Инвалид Отечественной войны.
С ноября 1942 по январь 1943 года – инструктор пропаганды 381-го запасного стрелкового полка Приволжского военного округа. С января 1943 по ноябрь 1945 года – заместитель командира по политчасти 74-го запасного стрелкового полка 16-й запасной стрелковой дивизии. Войну закончил в звании гвардии майора.
После демобилизации из Красной Армии в декабре 1945 года выдвинут на партийную работу в Шацком районе Рязанской области. Указом Президиума Верховного Совета СССР от 8 января 1960 года присвоено звание Героя Социалистического Труда с вручением ордена Ленина и золотой медали «Серп и Молот».
В августе 1966 года по инвалидности вышел на пенсию и переехал в город Протвино Московской области к семье дочери, там с июля 1967 по ноябрь 1975 года вновь трудился комендантом Института физики высоких энергий (ИФВЭ) Министерства среднего машиностроения СССР (с 1978 года – Государственного комитета СССР по использованию атомной энергии). В ноябре 1975 – июле 1976 года – на пенсии. С июля 1976 по январь 1986 года – старшина отдела охраны ИФВЭ. С января 1986 года – на пенсии.
Жил в городе Протвино. Умер 29 июля 1990 года.
Награждён орденами Ленина (08.01.1960), Отечественной войны 1-й степени (11.03.1985), Трудового Красного Знамени (07.02.1957), Красной Звезды (24.01.1942), медалями, а также 2 золотыми медалями ВДНХ СССР (25.11.1957; 25.12.1958) и 3 бронзовыми медалями ВСХВ (1955, 1956, 1957).